# Rodoplasty
Rodoplasty – chloroplasty występujące u krasnorostów, aktywne w procesie fotosyntezy. Zawierają oprócz chlorofili a i c oraz karotenoidów, barwniki fikobilinowe, głównie fikoerytrynę, nadające im charakterystyczne czerwone zabarwienie.
Rodoplasty są jedną z trzech linii plastydów powstałych w wyniku pierwotnej endosymbiozy. Badani molekularne wykazały, że w wyniku wtórnej endosymbiozy plastydy przedstawiciela krasnorostów pojawiły się u Cryptophyta, Haptophyta i Heterokonta.